# Orstomisis crosnieri
Orstomisis crosnieri is een zachte koraalsoort uit de familie Isididae. De koraalsoort komt uit het geslacht Orstomisis. Orstomisis crosnieri werd in 1990 voor het eerst wetenschappelijk beschreven door Bayer. 